# Охранник (фильм, 2017)
«Охранник» (англ. Security) — американский боевик 2017 года режиссёра Алена Дерошера.

## Сюжет
Эдди — отставной капитан морской пехоты США, который переживает серьёзные финансовые и личные трудности. Он ищет работу для обеспечения своей семьи, после долгих усилий он наконец получает работу в качестве охранника в торговом центре, вдали от своего дома. Эдди начинает работать в ту же ночь, получив общее руководство от Вэнса, его непосредственного руководителя.
Колонна машин службы маршалов США сопровождают маленькую девочку по имени Джейми, ставшую свидетельницей убийства своего отца. Они попадают в засаду профессиональных, хорошо вооруженных убийц, где погибают все офицеры. Однако Джейми удается убежать и спрятаться в торговом центре.
Эдди и Вэнс с коллегами, услышав крик о помощи, были удивлены, что Джейми удалось бежать от группы профессиональных наемников. Они оказывают сопротивление и пытаются спасти девочку.

## В ролях
| Актёр             | Роль                                          |
| ----------------- | --------------------------------------------- |
| Антонио Бандерас  | Эдуардо «Эдди» Дикон                          |
| Габриэлла Райт    | Руби                                          |
| Бен Кингсли       | Чарли                                         |
| Лиам Макинтайр    | Вэнс                                          |
| Шари Уотсон       | сотрудник по вопросам социального обеспечения |
| Катрин де ла Роча | Джейми                                        |
| Чед Линдберг      | Мэйсон                                        |
| Дзиро Ван         | Джонни                                        |
| Кунг Ле           | «мёртвые глаза» (англ. Dead Eyes)             |

## Производство
Съёмочный период фильма начался в ноябре 2015 года в Болгарии и завершился 22 января 2016 года.

## Критика
Согласно агрегатору рецензий Rotten Tomatoes, фильм имеет рейтинг одобрения 34% на основе 3-х профессиональных рецензий. Как отмечает кинокритик Борис Иванов, «это слабая картина из тех, что раньше выходили только на видео».